# Cantonul Le Chesne
Cantonul Le Chesne este un canton din arondismentul Vouziers, departamentul Ardennes, regiunea Champagne-Ardenne, Franța.

## Comune
| Comune                          | Populație (1999) | Cod poștal | Cod INSEE |
| ------------------------------- | ---------------- | ---------- | --------- |
| Les Alleux                      | 63               | 08400      | 08007     |
| Les Grandes-Armoises            | 41               | 08390      | 08019     |
| Les Petites-Armoises            | 58               | 08390      | 08020     |
| Authe                           | 94               | 08240      | 08033     |
| Autruche                        | 44               | 08240      | 08035     |
| Belleville-et-Châtillon-sur-Bar | 327              | 08240      | 08057     |
| Boult-aux-Bois                  | 148              | 08240      | 08075     |
| Brieulles-sur-Bar               | 202              | 08240      | 08085     |
| Le Chesne                       | 939              | 08390      | 08116     |
| Germont                         | 35               | 08240      | 08186     |
| Louvergny                       | 75               | 08390      | 08261     |
| Montgon                         | 97               | 08390      | 08301     |
| Noirval                         | 27               | 08400      | 08325     |
| Sauville                        | 189              | 08390      | 08405     |
| Sy                              | 45               | 08390      | 08434     |
| Tannay                          | 149              | 08390      | 08439     |
| Verrières                       | 31               | 08390      | 08471     |